# Stephanopis secata
Stephanopis secata là một loài nhện trong họ Thomisidae.
Loài này thuộc chi Stephanopis. Stephanopis secata được Charles Athanase Walckenaer miêu tả năm 1805.